# 连德枝
连德枝（1938年—），女，陕西澄城人，中国儿童剧演员，曾任中国戏剧家协会理事。